# Pseudocyphelle

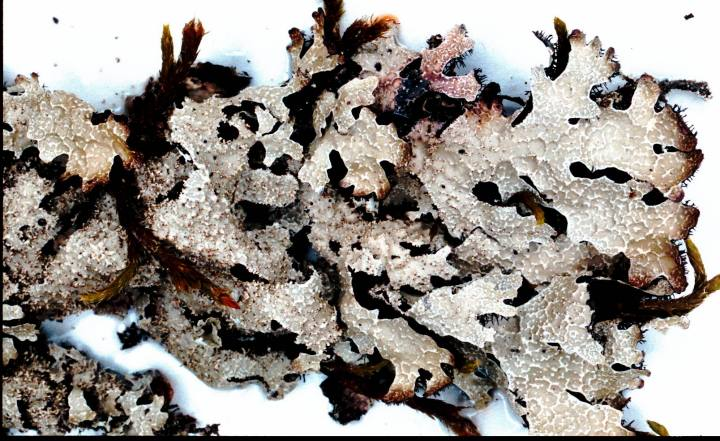
Pseudocyphelles blanches bien visibles de Parmelia saxatilis.

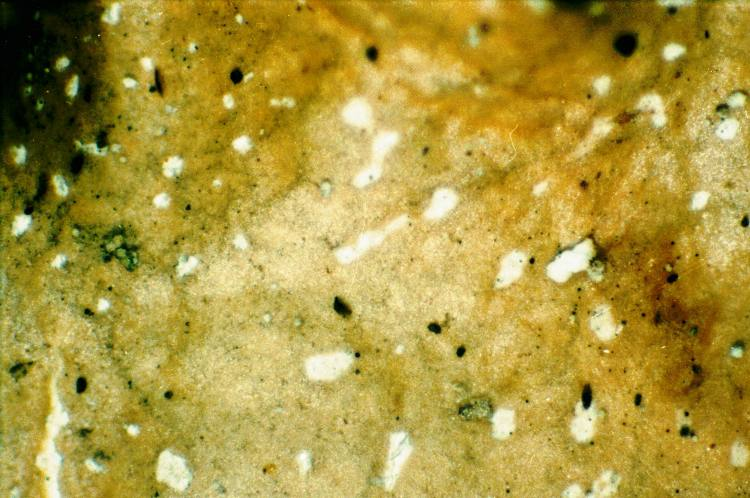
Pseudocyphelles blanches sur le dos d'un lobe de Cetrelia cetrarioides

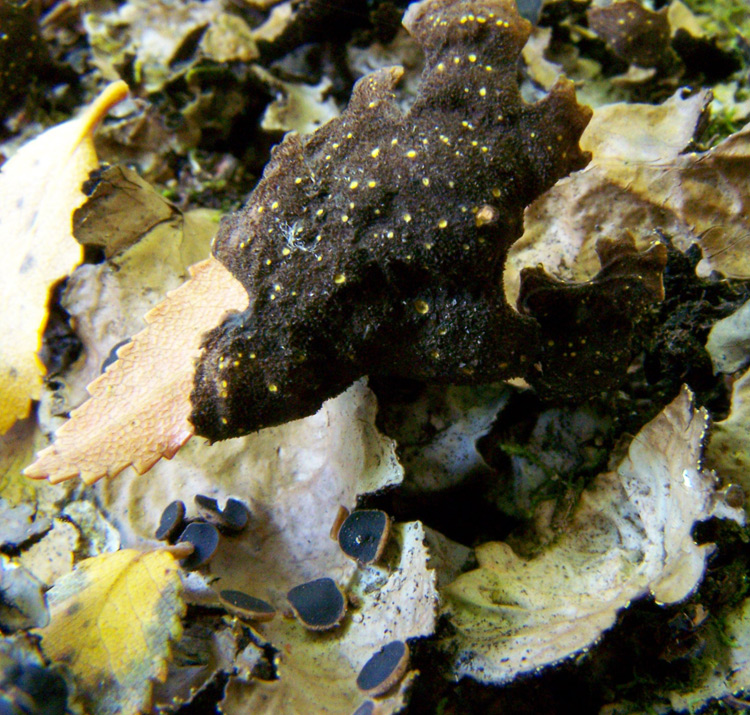
Pseudocyphelles jaunes sur la face inférieure d'une espèce de Pseudocyphellaria (ici en Patagonie)

Une pseudocyphelle est une structure (minuscule pore) particulière aux champignons lichénisés (lichens). 
Il s'agit de petites ouvertures du cortex, c'est-à-dire de la surface externe du lichen, c'est-à-dire de la couche superficielle, supérieure ou inférieure, du thalle. 
Elles favorisent l'absorption d'humidité par le lichen.
L'ouverture traverse aussi l'hyphe médullaire qui s'étend jusqu'à la surface. 
Les pseudocyphelles ont la même couleur que le  medulla du lichen, c'est-à-dire généralement blanche (mais parfois jaune chez certaines espèces de Pseudocyphellaria et chez Bryoria fremontii). 
La présence/absence, l'abondance, la couleur et la forme des pseudocyphelles sont des caractéristiques utilisées pour identifier différentes espèces de lichen.